# Mary Parent
Mary Parent (* 1968) ist eine US-amerikanische Filmproduzentin und Produktionsmanagerin. 2016 war sie für ihre Arbeit an The Revenant – Der Rückkehrer und 2022 für ihre Arbeit an Dune für einen Oscar nominiert.

## Leben
Mary Parent wuchs in Santa Barbara auf und studierte dann Betriebswirtschaft in Los Angeles an der University of Southern California. Nach ihrem Abschluss arbeitete sie für ICM Partners und wechselte 1994 zu New Line Cinema. Im Jahr 2000 wechselte sie zu Universal Pictures, wo sie, zusammen mit Scott Stuber, als President of Production tätig war; 2003 wurde sie Vice president of Production, später Chairman der weltweiten Produktion. Ende 2005 gründete sie mit Stuber die Firma  Stuber/Parent Productions. Zwischen 2008 und 2010 war sie als Chairman of the Motion Picture Group und Co-CEO für Metro-Goldwyn-Mayer tätig. Später leitete sie als CEO das von ihr gegründete Unternehmen Disruption Entertainment.
Seit März 2016 ist Parent als Nachfolgerin von Jon Jashni Vice Chairman of Worldwide Production bei Legendary Pictures tätig.
Im März 2022 wurde Parent bei den Producers Guild of America Awards mit dem David O. Selznick Achievement Award in Theatrical Motion Pictures ausgezeichnet. Im gleichen Jahr erhielt sie ihre zweite Oscar-Nominierung für Dune.

## Filmografie (Auswahl)
Executive Producer
- 1996: Set It Off
- 1997: Noch dümmer (Trial and Error)
- 1998: Pleasantville – Zu schön, um wahr zu sein (Pleasantville)
- 2007: Operation: Kingdom (The Kingdom)

Producer
- 2006: Ich, Du und der Andere (You, Me and Dupree)
- 2008: Willkommen zu Hause, Roscoe Jenkins (Welcome Home, Roscoe Jenkins)
- 2009: Vorbilder?! (Role Models)
- 2013: Pacific Rim
- 2014: Noah
- 2014: Godzilla
- 2015: SpongeBob Schwammkopf 3D (The SpongeBob Movie: Sponge Out of Water)
- 2015: The Revenant – Der Rückkehrer (The Revenant)
- 2016: Monster Trucks
- 2017: Carne y arena (Kurzfilm)
- 2017: Kong: Skull Island
- 2017: Genauso anders wie ich (Same Kind of Different as Me)
- 2018: Pacific Rim: Uprising
- 2019: Pokémon Meisterdetektiv Pikachu (Pokémon Detective Pikachu)
- 2019: Godzilla II: King of the Monsters
- 2020:  Enola Holmes
- 2021: Godzilla vs. Kong
- 2021: Dune
- 2022: Enola Holmes 2
- 2023: The Toxic Avenger
- 2024: Dune: Part Two
- 2024: Godzilla × Kong: The New Empire
- 2025: Ein Minecraft Film (A Minecraft Movie)

## Auszeichnungen
Das Wall Street Journal listete Mary Parent bei ihren „50 Women to Watch 2008“ auf Platz 28.
Gewonnen
- 2016: „BAFTA Film-Award“ der British Academy Film Award für The Revenant (Zusammen mit Arnon Milchan, Steve Golin, Alejandro González Iñárritu und Keith Redmon)
- 2022: „David O. Selznick Achievement Award in Theatrical Motion Pictures“ der Producers Guild of America Awards

Nominierungen
- 2015: „ACCA“ der Awards Circuit Community Awards für The Revenant
- 2016: „AACTA International Award“ des Australian Film Institute für The Revenant
- 2016: „Bester Film“ bei der Oscarverleihung 2016 für The Revenant
- 2016: „PGA Award“ der PGA Awards für The Revenant
- 2022: „BAFTA Film-Award“ der British Academy Film Award für Dune
- 2022: „Bester Film“ der Oscarverleihung 2022 für Dune